# Halve marathon van Hastings
De Halve marathon van Hastings is een hardloopwedstrijd over 21,1 km die sinds 1985 jaarlijks in Hastings wordt gehouden.

## Parcoursrecords
- Mannen: 1:01.37 - Samuel Otieno  Kenia (1999)
- Vrouwen: 1:11.13 - Andrea Wallace  Engeland (1993)

## Uitslagen
| Jaar          | Snelste man        | Land                | Tijd    | Snelste vrouw       | Land                | Tijd    |
| ------------- | ------------------ | ------------------- | ------- | ------------------- | ------------------- | ------- |
| 19 maart 2017 | Ben Fish           | Verenigd Koninkrijk | 1:09.52 | Sarah Gruber        | Verenigd Koninkrijk | 1:26.36 |
| 22 maart 2016 | Robert Mbithi      | Kenia               | 1:04.51 | Lenah Jerotich      | Kenia               | 1:16.51 |
| 22 maart 2015 | Sammy Nyokaye      | Kenia               | 1:05.27 | Mercyline Ondieki   | Kenia               | 1:21.36 |
| 23 maart 2014 | Boniface Kongin    | Kenia               | 1:04.18 | Gladys Kwambai      | Kenia               | 1:16.42 |
| 24 maart 2013 | Peter Emase        | Kenia               | 1:06.58 | Pauline Wanjiku     | Kenia               | 1:16.39 |
| 25 maart 2012 | Benard Chemugo     | Kenia               | 1:06.16 | Jane Muia Mwikali   | Kenia               | 1:14.08 |
| 20 maart 2011 | Gordon Mugi Mahugu | Kenia               | 1:08.00 | Rebby Cherono Koech | Kenia               | 1:15.13 |
| 21 maart 2010 | Ben Fish           | Engeland            | 1:07.08 | Jessica Macrory     | Engeland            | 1:21.31 |
| 15 maart 2009 | Kiplimo Kimutai    | Kenia               | 1:02.50 | Caroline Hoyte      | Verenigd Koninkrijk | 1:16.56 |
| 16 maart 2008 | Kiplimo Kimutai    | Kenia               | 1:05.24 | Magdeline Mukunzi   | Kenia               | 1:14.20 |
| 11 maart 2007 | Philemon Githia    | Kenia               | 1:03.22 | Birhan Dagne        | Engeland            | 1:16.02 |
| 12 maart 2006 | Michael Coleman    | Engeland            | 1:06.40 | Birhan Dagne        | Engeland            | 1:15.50 |
| 13 maart 2005 | Fred Mogaka        | Kenia               | 1:04.10 | Jo Kelsey           | Engeland            | 1:18.19 |
| 14 maart 2004 | Fred Mogaka        | Kenia               | 1:04.23 | Hawa Hussein        | Tanzania            | 1:19.51 |
| 16 maart 2003 | John Mureithi      | Kenia               | 1:03.26 | Jane Omoro          | Kenia               | 1:11.52 |
| 17 maart 2002 | Simon Kasimili     | Kenia               | 1:04.55 | Jude Craft          | Verenigd Koninkrijk | 1:20.17 |
| 18 maart 2001 | Stephen Ariga      | Kenia               | 1:04.11 | Andrea Green        | Engeland            | 1:17.08 |
| 19 maart 2000 | Simon Kasimili     | Kenia               | 1:03.45 | Esther Kiplagat     | Kenia               | 1:12.19 |
| 14 maart 1999 | Samuel Otieno      | Kenia               | 1:01.37 | Bronwen Cardy       | Verenigd Koninkrijk | 1:22.01 |
| 15 maart 1998 | Stephen Kiogora    | Kenia               | 1:02.48 | Birhan Dagne        | Ethiopië            | 1:16.30 |
| 16 maart 1997 | Ian Cornford       | Verenigd Koninkrijk | 1:05.44 | Carolyn Horne       | Engeland            | 1:18.53 |
| 17 maart 1996 | Mark Flint         | Engeland            | 1:02.55 | Debbie Percival     | Engeland            | 1:15.05 |
| 12 maart 1995 | Samuel Bitok       | Kenia               | 1:03.30 | Debbie Percival     | Engeland            | 1:20.48 |
| 13 maart 1994 | Samuel Bitok       | Kenia               | 1:03.25 | Alison Fletcher     | Engeland            | 1:21.21 |
| 14 maart 1993 | Eamonn Martin      | Engeland            | 1:02.52 | Andrea Wallace      | Engeland            | 1:11.13 |
| 15 maart 1992 | William Koech      | Kenia               | 1:02.36 | Andrea Wallace      | Engeland            | 1:13.15 |
| 10 maart 1991 | Paul Evans         | Engeland            | 1:03.09 |                     |                     |         |
| 11 maart 1990 | Paul Davies-Hale   | Engeland            | 1:03.11 | Julie Holland       | Engeland            | 1:14.17 |
| 12 maart 1989 | Paul Davies-Hale   | Engeland            | 1:02.09 | Veronique Marot     | Engeland            | 1:13.54 |
| 16 maart 1986 | Derek Stevens      | Engeland            | 1:06.06 | Eva Isaacs          | Zweden              | 1:20.01 |
| 17 maart 1985 | Derek Stevens      | Engeland            | 1:06.58 | Caroline Horne      | Engeland            | 1:16.08 |